# CHA-CHA-CHA
《CHA-CHA-CHA》，是日本女歌手石井明美的第1張發行單曲。1986年8月14日。翻唱自1985年意大利迪斯科女歌手芬茲·康蒂妮的英語舞曲《Cha Cha Cha》。是同年TBS電視劇《男女7人夏物語》的主題曲。
這首歌不僅是石井明美的代表歌曲和最暢銷單曲，而且在1986年9月、10月連續兩個月成為Oricon單曲銷售榜第一，最終銷量達58.1萬張，力壓中森明菜的《DESIRE》成為1986年年度單曲銷量冠軍。至今仍然是日本其中一首最經典的舞曲。
石井明美憑這首歌獲得第28屆日本唱片大獎新人賞。《CHA-CHA-CHA》還被選用為1987年春天的第59屆選拔高等學校棒球大會的入場進行曲。

## 收錄曲目
1. CHA-CHA-CHA
  - 作詞：G.BOIDO；日語譯詞：今野雄二；作曲：B.REITANO, B.ROSELLINI, F.BALDONI, F.REITANO；編曲：戶塚修
2. (OURAGAN)
  - 作詞：M.leonor；日語譯詞：；作曲；R.MUSUMARRA；編曲：戶塚修